# Kazimierz Ścibor-Rylski
Kazimierz Ścibor-Rylski herbu Ostoja (ur. 17 grudnia 1875, zm. wiosną 1940 w ZSRR) – pułkownik dyplomowany piechoty Wojska Polskiego, ofiara zbrodni katyńskiej.

## Życiorys
Syn Kornela generała-majora armii Austro-Węgier. Był oficerem oficerem Sztabu Generalnego cesarskiej i królewskiej armii. W latach 1912–1913 wziął udział w mobilizacji sił zbrojnych Monarchii Austro-Węgierskiej, wprowadzonej w związku z wojną na Bałkanach.
Po odzyskaniu przez Polskę niepodległości wstąpił do Wojska Polskiego. Został awansowany do stopnia pułkownika ze starszeństwem z dniem 1 czerwca 1919. W czasie wojny z bolszewikami był szefem sztabu 7 Armii. 22 maja 1920 roku zatwierdzony został w stopniu pułkownika z dniem 1 kwietnia tego roku. 3 maja 1922 roku zweryfikowany został w stopniu pułkownika ze starszeństwem z dniem 1 czerwca 1919 roku i wysoką 15. lokatą w korpusie oficerów piechoty. 
W 1923 roku zajmował stanowisko szefa sztabu Dowództwa Okręgu Korpusu Nr VI we Lwowie, pozostając oficerem nadetatowym 54 pułku piechoty w Tarnopolu. 22 sierpnia 1924 roku został przydzielony do 26 pułku piechoty we Lwowie z pozostawieniem w dyspozycji Ministra Spraw Wojskowych. Z dniem 1 października 1924 roku został mianowany dowódcą piechoty dywizyjnej 24 Dywizji Piechoty w Jarosławiu. Z dniem 1 sierpnia 1925 roku został zwolniony ze stanowiska i pozostawiony w dyspozycji dowódcy Okręgu Korpusu Nr X w Przemyślu. Później został przeniesiony w stan spoczynku. Zamieszkiwał we Lwowie. W 1934 roku pozostawał na ewidencji Powiatowej Komendy Uzupełnień Lwów Miasto. Posiadał przydział do Oficerskiej Kadry Okręgowej Nr VI. Był wówczas w dyspozycji dowódcy Okręgu Korpusu Nr VI.
Po wybuchu II wojny światowej i agresji ZSRR na Polskę z 17 września 1939 na terenach wschodnich II Rzeczypospolitej został aresztowany przez sowietów. Został przewieziony do więzienia przy ulicy Karolenkiwskiej 17 w Kijowie. Tam został zamordowany przez NKWD prawdopodobnie na wiosnę 1940. Jego nazwisko znalazło się na tzw. Ukraińskiej Liście Katyńskiej opublikowanej w 1994 (został wymieniony na liście wywózkowej 55/5-18 oznaczony numerem 2478). Ofiary tej części zbrodni katyńskiej zostały pochowane na otwartym w 2012 Polskim Cmentarzu Wojennym w Kijowie-Bykowni.

## Ordery i odznaczenia
- Krzyż Walecznych – trzykrotnie (po raz 2 i 3 w 1922)[9]
- Krzyż Zasługi Wojskowej 3 klasy z dekoracją wojenną i mieczami[10]
- Brązowy Medal Zasługi Wojskowej na czerwonej wstążce[10]
- Brązowy Medal Jubileuszowy Pamiątkowy dla Sił Zbrojnych i Żandarmerii[10]
- Krzyż Jubileuszowy Wojskowy[10]
- Krzyż Pamiątkowy Mobilizacji 1912–1913[10]